# Asplundia spectabilis
Asplundia spectabilis är en enhjärtbladig växtart som beskrevs av Gunnar Wilhelm Harling. Asplundia spectabilis ingår i släktet Asplundia och familjen Cyclanthaceae. Inga underarter finns listade.